# 岡本健 (野球)
岡本 健（おかもと けん、1992年10月29日 - ）は、兵庫県姫路市出身の元プロ野球選手（投手）。右投右打。

## 経歴

### プロ入り前
姫路市立豊富小学校4年生から野球を始め、姫路市立豊富中学校では軟式野球部に所属した。
神戸国際大学附属高等学校では1年秋からエースとなり、2年秋は秋季近畿大会で優勝した。明治神宮野球大会では4番、主将を務めたが、今治西高校を5回無失点に抑えて降板した後に味方がサヨナラ負けして1回戦で敗退した。3年春にはセンバツに出場したものの、3月5日に腰痛を発症して開幕直前の練習試合を回避し、2日連続雨で順延して迎えた伊藤拓郎、松本剛擁する帝京高校戦では力投したが、降板後に逆転負けして1回戦敗退となった。約2ヶ月間は実戦登板を控えて腰痛の治療に費やしたが、3年夏は兵庫大会1回戦で飾磨工高校戦で8回を無失点10奪三振の完封（降雨コールド）に抑えて復活した。準決勝で報徳学園高校に敗れて夏の甲子園出場は叶わなかった。プロ志望届を出さず新日本製鐵へ入社し、社会人野球チーム・かずさマジック（2012年10月より、新日鐵住金かずさマジック）へ所属した。
かずさマジック1年目の2011年は膝を故障してシーズンを棒に振ったものの、2012年からリリーフとして公式戦で起用されるようになり、第38回社会人野球日本選手権出場と初戦突破に貢献した。2013年はチームのエースとなり、第84回都市対抗野球ではチーム事情で予選からストッパーとして起用されて本大会出場に貢献、本大会でも全4試合に登板して8回2/3で11奪三振・防御率3.12の成績を残し、チームを2000年以来13年ぶりのベスト4に導いた。準決勝では自身が4失点して決勝進出とはならなかった。同年秋のリーグ戦は先発として登板した。
10月24日の2013年のプロ野球ドラフト会議で福岡ソフトバンクホークスから3位指名を受けた。
その後行われた第39回社会人野球日本選手権大会では、1回戦で先発、準決勝・決勝では抑えで登板し、10回1/3で15奪三振・奪三振率13.06を記録し、チームの同大会初優勝に貢献、自身も最高殊勲選手賞を受賞した。関東連盟優秀投手にも選ばれた。
12月4日にソフトバンクと正式に契約し、同日入団会見を行った。背番号は48に決まる。新日鐵住金かずさマジックとしては、初めてのプロ野球選手輩出となった（前身の新日鐵君津→かずさマジック時代を除く）。12月31日付で新日鐵住金を退社した。

### プロ入り後
2014年2月12日にキャンプB組から主力のA組紅白戦に招集され、日本代表経験者の本多雄一、今宮健太、内川聖一を3者凡退に打ち取り、3月5日には阪神タイガースとのオープン戦に初登板し、2四球で満塁としたものの1イニングを無失点に抑えた。しかし3月9日の横浜DeNAベイスターズ戦の2イニング目に3連続四球からスリーランホームランを浴びて先制され、教育リーグでの二軍調整となった。三軍では6試合ほど先発で試合を作り、ウエスタン・リーグ公式戦では中継ぎ投手として12試合登板して防御率2.70、WHIP0.75を残し、唯一の先発登板では、9月17日の対中日ドラゴンズ戦に先発し5回1失点と好投したが、一軍へ昇格する事はなかった。
2015年4月10日に福岡市内の病院で「右肘関節鏡視下関節遊離体除去」と「肘頭骨棘切除手術」を受けた。結局、同年はファームで8試合に登板して合計8イニングを投げるにとどまった。11月28日から12月20日まで台湾で開催された2015年アジアウインターベースボールにおいて、NPB選抜メンバーとして派遣され、5試合に登板（先発2試合・リリーフ3試合）し、16イニングで1勝0敗1H、防御率5.06の成績だった。
2016年4月8日に初めて1軍登録され、同月17日の対東北楽天ゴールデンイーグルス5回戦で初登板を果たす。同年は8月まで1軍で中継ぎ投手として13試合起用された。
2017年も開幕一軍とはならず、5月25日に一軍出場選手登録され、同日の対千葉ロッテマリーンズ戦で今季初登板を迎える。6月15日のセ・パ交流戦、対巨人戦（東京ドーム）において、一軍公式戦初ホールドを記録。6月18日のセ・パ交流戦、対広島東洋カープ戦（MAZDA Zoom-Zoom スタジアム広島）において、3回途中からリリーフ登板し、2回を1安打無失点の好投で、プロ入り4年目にして一軍公式戦初勝利を飾る。その後、一軍出場選手登録と抹消を繰り返しながら、一軍公式戦において14試合に登板する。チームのポストシーズンに備えた全体練習の中、好投でアピールし、日本シリーズの出場資格者40人枠を勝ち取るが、日本シリーズにおいての出場機会は得られなかった。
2018年、宮崎春季キャンプ前の1月30日に右足ふくらはぎを痛め、キャンプはリハビリ組からのスタートとなる。4月25日に一軍昇格し、同日の対埼玉西武ライオンズ戦に登板する。千賀滉大の先発回避により、急遽5月29日のセ・パ交流戦、対阪神タイガース戦の先発登板に抜擢され、自身プロ初の先発登板で、4回4安打無失点の好投をみせる。7月まで中継ぎ投手陣の一角を担っていたが、右肘の違和感を発症し離脱を余儀なくされる。9月20日に「右肘内視鏡下肘関節形成術」を受けたことを発表され、シーズン中の復帰はならなかった。上記の怪我による離脱もありながら自身最多の23試合に登板し、38回1/2を投げ、1勝0敗、防御率3.05の成績を残す。シーズンオフの12月5日、福岡ヤフオク!ドーム内の球団事務所で契約更改交渉に臨み、100万円アップの1,500万円（金額は推定）でサインした。
2019年は高卒4年目の髙橋純平やセットアッパーとして活躍したルーキー甲斐野央、プロ2年目の椎野新など若手のリリーバーが続々と頭角を現す中で、自身は二軍で33試合に登板したが一軍での登板はなく、10月21日に球団から戦力外通告を受けた。現役続行を希望し12球団合同トライアウトを受けるも連絡はなく、後に現役引退を発表した。

### 引退後
引退後はホークスの球団職員（打撃投手）となる。

## 選手としての特徴
打者の懐を臆せずに突く、強気な投球スタイルが特徴。最速147km/hで変化球はスライダー、カットボール、チェンジアップ（サークルチェンジ）、カーブがある。2014年には当時二軍監督の石渡茂から制球とカーブを評価された。社会人時代、プロ入り後ともに先発も中継ぎもこなしている。

## 人物
新日鉄住金かずさマジック監督の鈴木秀範から礼儀正しさを評価されている。新日鉄住金君津では工場内の道路のラインなどをペンキで塗る仕事をしていた。
高校3年生時の好きな選手は藤川球児。ドラフト指名後には攝津正を目標に掲げていた。

## 詳細情報

### 年度別投手成績
| 年 度    | 球 団        | 登 板 | 先 発 | 完 投 | 完 封 | 無 四 球 | 勝 利 | 敗 戦 | セ 丨 ブ | ホ 丨 ル ド | 勝 率 | 打 者 | 投 球 回 | 被 安 打 | 被 本 塁 打 | 与 四 球 | 敬 遠 | 与 死 球 | 奪 三 振 | 暴 投 | ボ 丨 ク | 失 点 | 自 責 点 | 防 御 率 | W H I P |
| -------- | ------------ | ----- | ----- | ----- | ----- | -------- | ----- | ----- | -------- | ----------- | ----- | ----- | -------- | -------- | ----------- | -------- | ----- | -------- | -------- | ----- | -------- | ----- | -------- | -------- | ------- |
| 2016     | ソフトバンク | 13    | 0     | 0     | 0     | 0        | 0     | 0     | 0        | 0           | ----  | 60    | 14.0     | 10       | 0           | 8        | 0     | 0        | 10       | 0     | 0        | 4     | 4        | 2.57     | 1.29    |
| 2017     | ソフトバンク | 14    | 0     | 0     | 0     | 0        | 1     | 0     | 0        | 1           | 1.000 | 75    | 16.0     | 19       | 2           | 8        | 0     | 0        | 10       | 1     | 0        | 9     | 9        | 5.06     | 1.69    |
| 2018     | ソフトバンク | 23    | 1     | 0     | 0     | 0        | 1     | 0     | 0        | 0           | 1.000 | 156   | 38.1     | 37       | 3           | 15       | 0     | 0        | 21       | 2     | 0        | 13    | 13       | 3.05     | 1.36    |
| NPB：3年 | NPB：3年     | 50    | 1     | 0     | 0     | 0        | 2     | 0     | 0        | 1           | 1.000 | 291   | 68.1     | 66       | 5           | 31       | 0     | 0        | 41       | 3     | 0        | 26    | 26       | 3.42     | 1.42    |

### 年度別守備成績
| 年 度 | 球 団        | 投手  | 投手  | 投手  | 投手  | 投手  | 投手     |
| 年 度 | 球 団        | 試 合 | 刺 殺 | 補 殺 | 失 策 | 併 殺 | 守 備 率 |
| ----- | ------------ | ----- | ----- | ----- | ----- | ----- | -------- |
| 2016  | ソフトバンク | 13    | 0     | 0     | 0     | 0     | ----     |
| 2017  | ソフトバンク | 14    | 0     | 4     | 0     | 0     | 1.000    |
| 2018  | ソフトバンク | 23    | 4     | 9     | 0     | 1     | 1.000    |
| 通算  | 通算         | 50    | 4     | 13    | 0     | 1     | 1.000    |

### 記録
投手記録
- 初登板：2016年4月17日、対東北楽天ゴールデンイーグルス5回戦（福岡ヤフオク!ドーム）、8回表に3番手で救援登板、1回無失点
- 初奪三振：同上、8回表に後藤光尊から空振り三振
- 初勝利：2017年6月18日、対広島東洋カープ3回戦（MAZDA Zoom-Zoom スタジアム広島）、3回裏1死に2番手で救援登板、2回0/3無失点
- 初先発登板：2018年5月29日、対阪神タイガース1回戦（阪神甲子園球場）、4回を4安打無失点で勝敗つかず

打撃記録
- 初打席：2017年6月18日、対広島東洋カープ3回戦（MAZDA Zoom-Zoom スタジアム広島）、4回表に九里亜蓮から空振り三振

### 背番号
- 48（2014年 - 2019年）
- 103（2020年 - ）

### 登場曲
- 「Low (feat T-Pain)」Flo Rida（2014年）
- 「And I Love You So」AK-69（2015年）
- 「隆福丸」HY（2016年 - 2017年）
- 「Just Lose It」Eminem（2018年 - 2019年）

### 代表歴
- 2015年アジアウインターベースボールリーグ：NPB選抜